# Курбатов Олексій Олександрович
Олексій Олександрович Курбатов — чиновник за правління Петра I.
Кріпосний Бориса Шереметєва, він був у нього в домі дворецьким і разом з ним подорожував за кордоном. У 1699 він подав цареві в підкидному листі проект уведення гербового паперу і був призначений «прибутковцем» (рос. прибыльщик), отримавши право доповідати цареві про нові віднайдені ним джерела державного доходу. Призначений спочатку дяком Оружейної палати Курбатов у 1705 зайняв місце інспектора Ратуші, ставши таким чином на чолі управління фінансами Росії.
У 1711 Курбатов був призначений віце-губернатором Архангелогородська губернії. Його зіткнення в Архангельську з агентами Меншикова викликало вороже ставлення у Меншикова до Курбатова. Звинувачений в казнокрадстві і хабарництві, Курбатова у 1714 було усунуто з посади і піддано суду. Він помер в 1721 року ще до рішення суду, що наклав на нього штраф у 16 тисяч рублів.